# Robert Ferguson (cầu thủ bóng đá, sinh năm 1908)
Robert Ferguson (sinh tháng 4 năm 1908, ngày mất không rõ) là một cầu thủ bóng đá người Anh thi đấu ở vị trí tiền đạo tầm xa. Ông thi đấu 1 trận ở Football League cho Nelson. Anh của ông, Ted, cũng chơi bóng cho Nelson và Ashington.